# Wörth (Haute-Bavière)
Pour les articles homonymes, voir Wörth.
Wörth est une commune de Bavière (Allemagne), située dans l'arrondissement d'Erding, dans le district de Haute-Bavière.

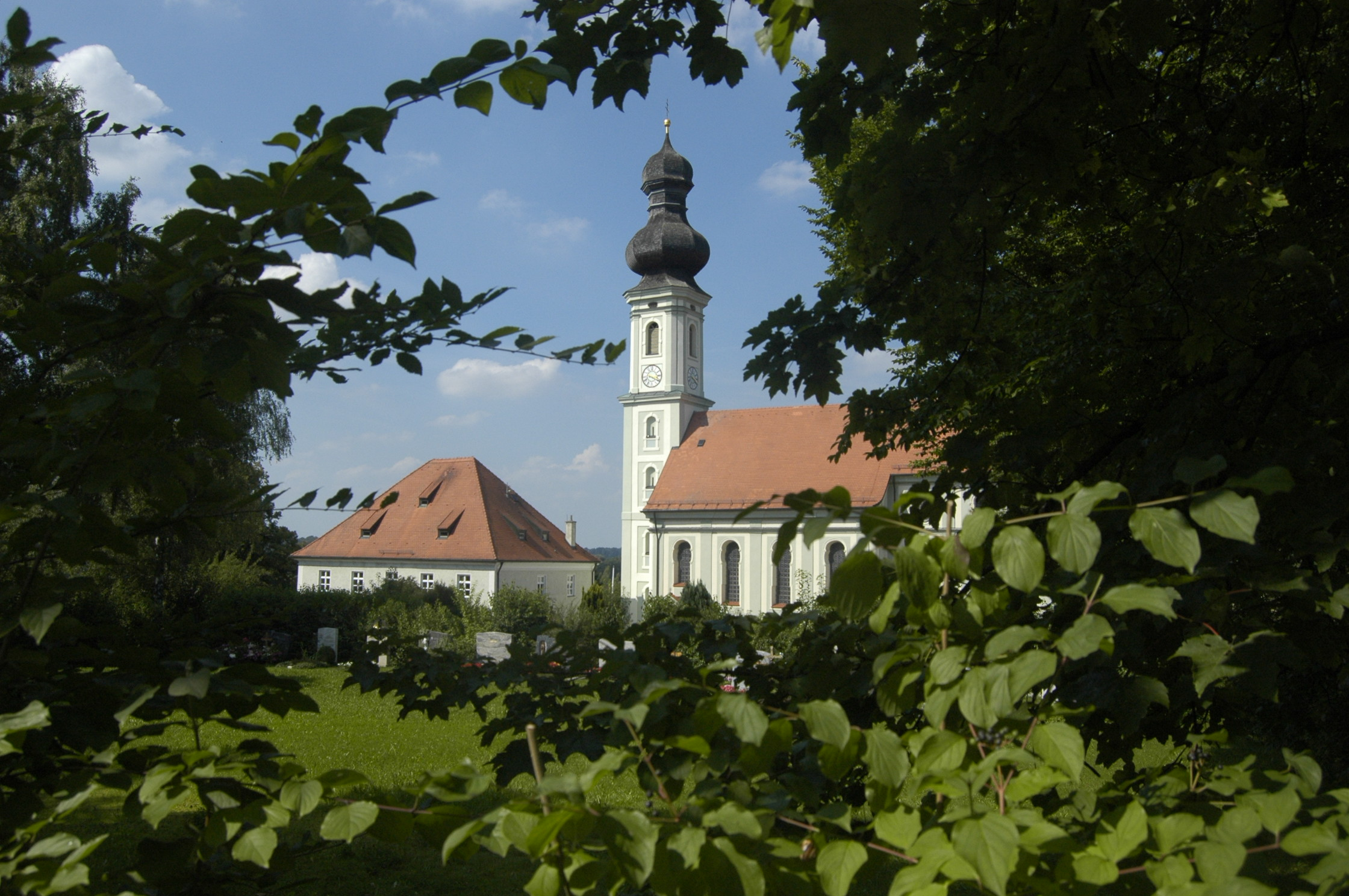
L'église et le presbytère de Wörth